# Pretoro
Pretoro – miejscowość i gmina we Włoszech, w regionie Abruzja, w prowincji Chieti.
Według danych na rok 2004 gminę zamieszkiwały 1104 osoby, 42,5 os./km².